# Hibernia Express
Hibernia Express ist ein Seekabel, das Europa und Kanada miteinander verbindet. Es wurde im September 2015 als erstes Transatlantik-Seekabel seit 12 Jahren in Betrieb genommen. Ursprünglich war ein Start für 2013 geplant. Mit AEConnect wurde im Januar 2016 ein weiteres Transatlantikkabel in Betrieb genommen.
Das Kabel verläuft dabei von England und Irland aus durch den Atlantischen Ozean nach Kanada und verbindet somit Europa mit Nordamerika.

## Landepunkte
- Brean, Vereinigtes Königreich
- Cork, Irland
- Halifax, Kanada

## Weblink
- Hibernia Express auf der Betreiberwebsite englisch